# Guaraná Jesus

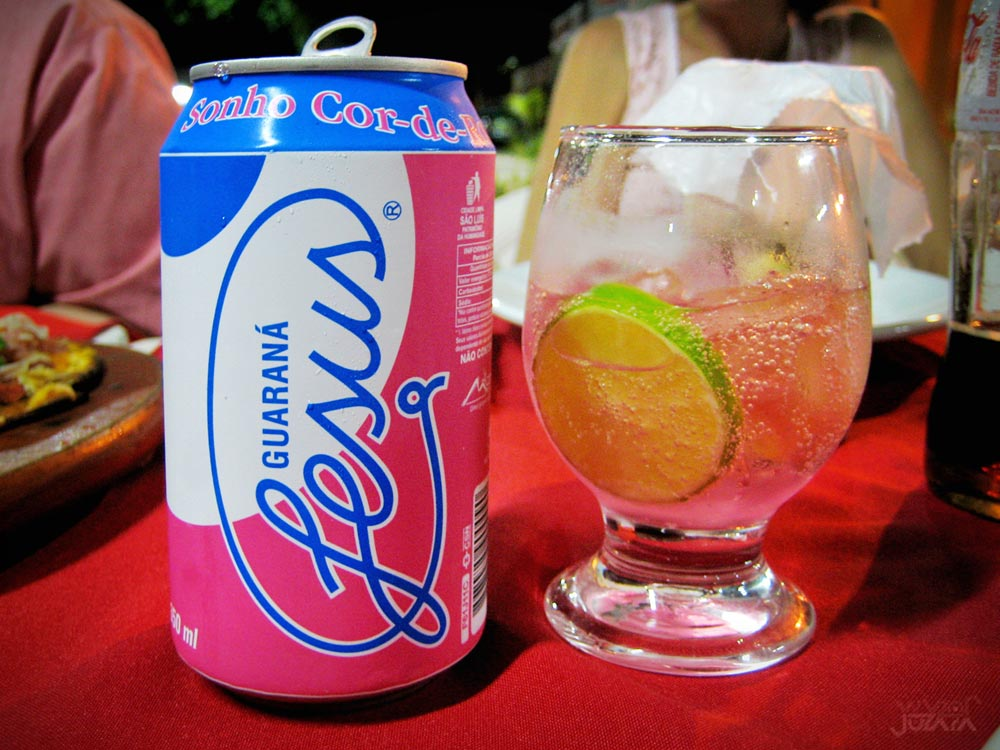
Guaraná Jesus z lodem i limonką

Guaraná Jesus jest brazylijskim napojem bezalkoholowym produkowanym przez Eduardo Lago, rozlewcę napojów Coca-Cola położoną w São Luís. Napój popularny jest w regionie, gdzie podobno wyparł nawet coca-colę. W jego skład wchodzi ekstrakt z guarany, który zawiera kofeinę (zwaną również guaraniną), teofilina i teobromina. Lago zauważył, że „każdy Brazylijczyk wie, że guarana jest stymulantem, co oznacza, że stymuluje wszystko”. Nazwa napoju pochodzi od Jesusa Norberto Gomesa, farmaceuty, który stworzył recepturę napoju w 1920. Napój jest koloru różowego, ma cynamonowy aromat i bardzo słodki smak. Sprzedawany jest pod hasłem reklamowym „the pink dream”. Od 2006 r. marka należy do The Coca-Cola Company.